# Curii
Curii era una alqueria del segle xiii situada a l'actual terme municipal de Xaló, localitat que pertany a la comarca alacantina de la Marina Alta.

## Fundus Curii
Aquest topònim prové del llatí: Curii és el genitiu del nom propi Curius. Com a cas gramatical, el genitiu expressa la pertinença d'un objecte a un subjecte. Com que Curii és un topònim de caràcter rural, el seu significat deu fer referència a una propietat o explotació agrícola: un fundus Curii, és a dir, la finca de Curius.
Sobre el predi de l'època dels romans s'establiria posteriorment l'alqueria musulmana homònima, de la que se'n té notícia a través del Llibre del Repartiment. Aquest nom ha desaparegut de la toponímia local, i hui és únicament una denominació històrica.

## Localització
L'erudit -ja traspassat- J. Mestre Palacio en un llibre seu de l'any 1970 dedicà un capítol a les antigues alqueries i rahals de la Vall de Pop i la de Xaló, i a propòsit de l'alqueria de Curii escrigué: "Curii debía hallarse no lejos del Castillo de Aixa", però no hi esmentà l'argument en què es basava per a fer aquesta afirmació. Per tant, la localització exacta de Curii dins del terme municipal de Xaló és, a hores d'ara, una qüestió encara no resolta pels estudiosos.